# Corey Hart The Singles
Corey hart The Singles è la prima raccolta di Corey Hart pubblicata nel 1991.

## Tracce
1. "In Your Soul" - 3:53
2. "A Little Love" - 4:09
3. "Sunglasses at Night" - 5:17
4. "Everything in My Heart" - 4:52
5. "Never Surrender" - 4:55
6. "Don't Take Me to the Racetrack" - 3:39 (non-single)
7. "Eurasian Eyes" - 5:29
8. "Can't Help Falling in Love" - 3:25 (Weiss, Perretti, Creatore)
9. "Bang! (Starting Over)" - 3:48
10. "Boy in the Box" - 4:26
11. "Take My Heart" - 4:21
12. "Spot You in a Coalmine" - 4:44
13. "It Ain't Enough" - 3:26
14. "I Am By Your Side" - 4:36
15. "Chase the Sun" - 3:15 (non-single)